# Лінкольн (округ, Колорадо)
Шаблон:StateAbbr_ 38°59′ пн. ш. 103°31′ зх. д. / 38.98° пн. ш. 103.52° зх. д.
Округ Лінкольн (англ. Lincoln County) — округ (графство) у штаті Колорадо, США. Ідентифікатор округу 08073.

## Історія
Округ утворений 1889 року.

## Демографія
За даними перепису 
2000 року 
загальне населення округу становило 6087 осіб, усе сільське.
Серед мешканців округу чоловіків було 3451, а жінок — 2636. В окрузі було 2058 домогосподарств, 1389 родин, які мешкали в 2406 будинках.
Середній розмір родини становив 3,04.
Віковий розподіл населення поданий у таблиці:
| Стать    | До 15 років | 15-21 | 22-29 | 30-39 | 40-49 | 50-65 | 65-85 | Понад 85 |
| -------- | ----------- | ----- | ----- | ----- | ----- | ----- | ----- | -------- |
| Чоловіки | 605         | 291   | 426   | 644   | 644   | 483   | 320   | 38       |
| Жінки    | 561         | 241   | 174   | 362   | 393   | 395   | 411   | 99       |

## Суміжні округи
- Вашингтон — північ
- Кіт-Карсон — схід
- Шаєнн — схід
- Кроулі — південь
- Кайова — південь
- Елберт — захід
- Ель-Пасо — захід
- Пуебло — південний захід
- Арапаго — північний захід

## Виноски
1. ↑  U.S. Decennial Census. United States Census Bureau. Архів оригіналу за 19 липня 2018. Процитовано 8 червня 2014.
2. ↑  Historical Census Browser. University of Virginia Library. Архів оригіналу за 11 серпня 2012. Процитовано 8 червня 2014.
3. ↑  Population of Counties by Decennial Census: 1900 to 1990. United States Census Bureau. Архів оригіналу за 31 липня 2014. Процитовано 8 червня 2014.
4. ↑  Census 2000 PHC-T-4. Ranking Tables for Counties: 1990 and 2000 (PDF). United States Census Bureau. Архів оригіналу (PDF) за 18 грудня 2014. Процитовано 8 червня 2014.
5. ↑  State & County QuickFacts. United States Census Bureau. Архів оригіналу за 6 червня 2011. Процитовано 11 лютого 2014.(англ.) Наведено за англійською вікіпедією.
6. ↑  American FactFinder. Бюро перепису населення США. Архів оригіналу за 26 лютого 2012. Процитовано 31 січня 2008.

| США | Це незавершена стаття з географії США. Ви можете допомогти проєкту, виправивши або дописавши її. |